# مثلث (شعر)
مثلث یا سه زبانگی نوعی آرایه شعری می باشد. تفاوت آن با ملمع در این است که ملمع به دو زبان عربی و فارسی یا فارسی و ترکی سروده می شود ، اما مثلث نوعی آرایه است که به سه زبان سروده می شود.
نخستین و تنها مثلث موجود در فارسی اثر شیخ الشعرا سعدی شیرازی است. او در این مثلث ، یک بیت را به عربی ، یک بیت را به فارسی و یک بیت را به گویش شیرازی سروده است.

## مثلث سعدی
این مثلث در دیوان مواعظ سعدی شیرازی آمده است. این شعر در بحر هزج مسدس محذوف (مفاعیلن مفاعیلن فعولن) سروده شده است.
| خلیلی الهدی انجی و اصلح            |  | ولکن من هداه الله افلح             |
| نصیحت نیکبختان گوش گیرند           |  | حکیمان پند درویشان پذیرند          |
| گش ایها داراغت خاطر نرنزت          |  | که ثخنی عاقلی ده بار اثنزت         |
| من استضعفت لاتغلظ علیه             |  | من استأسرت لاتکسر یدیه             |
| چه نیکو گفت در پای شتر مور         |  | که ای فربه مکن بر لاغران زور       |
| که منعم بی‌مبر کول ایچ درویش        |  | کوایش می بنی دنبل مزش نیش          |
| دع استنقاص من طال احترامه          |  | فقوس‌الدهر لم تبرح سهامه            |
| جراحت بند باش ار می‌توانی           |  | تو را نیز ار بیندازد چه دانی       |
| ببات این دهر دون را تیر اری پشت    |  | نه هر کش تیر نه کمان بو کسی ای کشت |
| تادب تستقم لاطف تقدم               |  | تواضع ترتفع لاتعل تندم             |
| که دوران فلک بسیار بودست           |  | که بخشودست و دیگر در ربودست        |
| نه کت تفسیر وفق خواند است ابهشت    |  | بسم دی که سوری ماند بیده ببدشت     |
| لیعف المهتدی عن سؤ من ضل           |  | ولا یستهزکم من قائم زل             |
| منم کافتادگان را بد نگفتم          |  | که ترسیدم که روزی خود بیفتم        |
| کمسسکی اوت اس بخت آو بهریت         |  | مخن هر دم برای چنداکی بگریت        |
| متی زرت الفتی غبا اجلک             |  | فلا تکثر حبیبک لا یملک             |
| ز بسیار آمدن عزت بکاهد             |  | چو کم بینند خاطر بیش خواهد         |
| عزیزی کت هن‌اش هر دم مدوپش          |  | که دیدر زر ملال آرد بش از بش       |
| تبصر فی فقیر یشتهی الزاد           |  | ولا تحسد غنیا قدره زاد             |
| وگر گویند آن جاه و محل بین         |  | تو پای روستایی در وحل بین          |
| و چه ترش روی کت برغ خوان نی        |  | تزان مسکی خبر هن کش خه نان نی      |
| تلقفت الشوا و البقل بعده           |  | سل الجوعان کیف الخبز وحده          |
| بپرس آن را که جسم از ناقه خونست    |  | که قدر نعمت او داند که چونست       |
| غرش نان هاجه از حلوا نپرست         |  | نن تی گلشکر هن غت بگریت            |
| افق یا من تلهی حول منقل            |  | عن الحطاب فی واد عقنقل             |
| فقیر از بهر نان بر در دعاخوان      |  | تو می‌تندی که مرغم نیست بر خوان     |
| چه داند ای کش سه پخ خوردست و تقتست |  | که مسکینی و سرما گسنه خفتست        |
| تحب المال لو احببت                 |  | قدمتو ان خلفت محبوسا تندمت         |
| منه گر عقل داری در تن و هوش        |  | اگر مردی ده و بخش و خور و پوش      |
| نوا که بیفته از هنجار و رسته       |  | پشیمان به که نم خو توشه بسته       |
| صرفت العمر فی تحصیل مالک           |  | تفکر یا معنی فی مالک               |
| کسی از زرع دنیا خوشه برداشت        |  | که چندی خورد و چندی توشه برداشت    |
| که مپسندت که مو خو از غصه بکشم     |  | که گردم کرد نخرم یا نبخشم          |
| بهاء الوجه مع خبث النفوس           |  | کمصباح علی قبرالمجوسی              |
| به گور گبر ماند زاهد زور           |  | درون مردار و بیرون مشک و کافور     |
| کعارف باد بکاند از جمه نو          |  | اگور جدمنت کش در به از تو          |
| متی عاشرت محلوقی العوارض           |  | اذا قالوا لک اکفر لاتعارض          |
| مرو با ژنده‌پوشان شام و شبگیر       |  | چو رفتی در بغل نه دست تدبیر        |
| چنان تزدم دوت کت خون خه اوکند      |  | که پاکش خورد دیک تی چه او کند      |
| وجد یا صاح و اکفف من ملامه         |  | لعل القوم فیهم ذو کرامه            |
| مگو در نفس درویشان هنر نیست        |  | که گرد مردیست هم زیشان به در نیست  |
| کاحسان بکنه واهروی اصولی           |  | شنه میان زز بخت صاحب قبولی         |
| نعما قال خیاط بموصل                |  | بمأجور له قدر ففصل                 |
| سخن سهل است بر طرف زبان گفت        |  | نگه کن کاین سخن هر جا توان گفت؟    |
| غراز مو میشنه واهر کس مگوی راز     |  | کجمی می‌بری خهتر ورانداز            |
| خفی السر لاتودع خلیلک              |  | حذارا منه ان ینسی جمیلک            |
| مگو با دوست می‌گویم چه باکست        |  | که گر دشمن شود بیم هلاکست          |
| تو از دشمن بترسی غافل از دوست      |  | که غت دشمن ببوت ات ببلسد پوست      |
| یقول الراجز ابنی لا تلاعب          |  | اذا لم تحتمل بطش الملاعب           |
| چه خوش گفت آن پسر با یار طناز      |  | تو در نی بسته‌ای آتش مینداز         |
| کری مم دی که ایرو واجونی گفت       |  | مزم تش کت قلاشی نتوتن اشنفت        |
| ان استحسنت هذا القول بعدی          |  | قل اللهم نور قبر سعدی              |
| چه باشد گر ز رحمت پارسایی          |  | کند در کار درویشی دعایی            |
| کخیرت بوازی ثخنی کت اشنفت          |  | بگی رحمت و سعدی باکش ای گفت        |